# Angelo Dundee
Angelo Dundee est un entraineur américain de boxe anglaise né le 30 août 1921 à Philadelphie, Pennsylvanie, et mort le 1er février 2012 à Tampa en Floride.

## Carrière
Il a notamment été l'entraineur de Mohamed Ali durant toute sa carrière professionnelle ainsi que de Sugar Ray Leonard et de 13 autres champions du monde. Tout comme Eddie Futch, Angelo Dundee est une figure emblématique du monde de la boxe. Il a été élu membre de l'International Boxing Hall Of Fame en 1992.
Après s'être retiré de la compétition, il intervient comme commentateur ou expert pour des émissions et des reportages sur la boxe. En 2005, il enseigne à Russell Crowe comment interpréter le champion de boxe Jimmy Braddock, pour le film Cinderella Man.
Il meurt le 1er février 2012 d'une crise cardiaque alors qu'il se reposait après être sorti d'un hôpital où il avait été admis en raison de la formation d'un caillot de sang.

## Récompenses
- Trophée Al Buck en 1968 et 1979 récompensant le meilleur manageur de boxe anglaise.